# Red Literaria Peruana
La Red Literaria Peruana (REDLIT) es una organización cultural y literaria para la promoción de la crítica y la investigación literaria a nivel interuniversitario.

## Historia
Fundada en 2008, esta red se inició con el fin de reunir a especialistas nacionales o extranjeros en literatura peruana, latinoamericana y mundial, manteniendo contacto permanente con ellos para la difusión, debate y generación de conocimiento relacionado con la literatura.

## Iniciativas
La Red Literaria Peruana se dedica a promover actividades culturales e humanísticas de investigación, producción y difusión de temas relacionados con la literatura peruana, latinoamericana y mundial; fomentando la cooperación académica y cultural con instituciones de educación superior o universitaria, docentes e investigadores independientes en todo el mundo.

### Talleres de investigación y promoción de la lectura
En colaboración con otras instituciones y centros de investigación, entre ellos la Universidad Nacional Mayor de San Marcos y la Casa de la Literatura Peruana, la REDLIT organiza regularmente actividades académicas para la promoción de la investigación literaria.

### Congreso Internacional de Estudiantes de Literatura CONELIT
Desde 2007, se realiza este congreso que reúne a académicos e investigadores de diferentes partes del mundo y que motivó la creación de la Red Literaria Peruana, la cual desde entonces tomó el encargo de su organización.

### Contenido Digital y Cátedra Virtual
La Red Literaria ofrece contenidos educativos desde diferentes plataformas virtuales. Desde 2019 se inició el proyecto Cátedra Virtual, que ofrece charlas gratuitas realizadas por profesores de literatura en formato de video y podcast.

### Publicaciones
Desde 2010, la Red Literaria Peruana ha realizado publicaciones impresas y virtuales.
- Panel A-L. Reflexiones sobre literatura y discursos de América Latina (2010: Editado por Laura Liendo y Américo Mendoza Mori)
- Augusto Higa Oshiro. Bibliografía esencial (2019: Editado por Yuri Sakata)
- Javier Heraud, Bibliografía Esencial (2020: Editado por Alex Morillo Sotomayor